# Över tid och rum
Över tid och rum är synthgruppen Adolphson & Falks tredje album på svenska, utgivet 1984. Greg FitzPatricks syntarrangemang blandas även på detta album med texter om rymden och teknik.

## Låtlista
A1 Ouvertyr (0:50)

A2 1-0-0-1-0 (3:30)

A3 Hav (4:25)

A4 Under glas (3:55)

A5 Tyngdlös (7:25)

B1 Över tid och rum (3:40)

B2 Utanför (6:20)

B3 I fördatorisk tid (4:10)

B4 Ljuset på min väg (4:30)

B5 [okrediterat spår med datasignal] (0:30)

## Medverkande[2]

### Adolphson & Falk
- Anders Falk - Sång, Musik, och textförrfattare
- Tomas Adolphson - Sång, Musik
- Greg FitzPatrick - Arrangör, Synthesizer,, Musik (A1)
- Dagge Lundqvist  - Mixning, Inspelning, Trummor
- Lars-Göran Nilsson - Bas och trumprogrammering (A2-A3, B2), Producent

### Övriga medverkande
- Jan "Zacke" Zachrisson - Elgitarr

- Marc Helias - Bas

### Produktion
- Anders Lindholm, Uno - Omslag
- Peter Dahl - Gravering
- Calle Bengtsson - Fotograf